# Красное (Колпнянский район)
Кра́сное — село в Колпнянском районе Орловской области России. 
Административный центр Краснянского сельского поселения.

## География
Расположено в 14 км к западу от райцентра, посёлка городского типа Колпна, и в 96 км к юго-востоку от центра города Орёл.

## Население
| 2002 | 2010 |
| ---- | ---- |
| 519  | ↘397 |

Согласно результатам переписи 2002 года, в национальной структуре населения русские составляли 74 % от жителей.